# Stanislau Zhurauliou
Stanislau Zhurauliou est un pentathlonien biélorusse.

## Palmarès
| Discipline/Année                          | 2011 | 2012 |
| ----------------------------------------- | ---- | ---- |
| Jeux olympiques Individuel                | -    | 16e  |
| Championnats du monde seniors Individuel  | -    | -    |
| Championnats du monde seniors Équipe      | -    | -    |
| Championnats du monde seniors Relais      | -    | -    |
| Coupe du monde seniors Individuel         | -    | -    |
| Championnats d'Océanie seniors Individuel | -    | -    |
| Championnats d'Europe seniors Équipe      | -    | -    |
| Championnats d'Europe seniors Relais      | 3e   | -    |

Ce palmarès n'est pas complet